# Bọ cạp chích

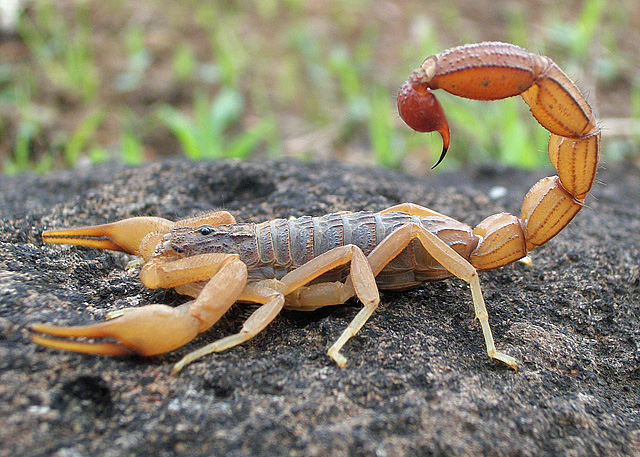
Một con bọ cạp với cái ngòi sẵn sàng tấn công

Bọ cạp đốt hay còn gọi là bọ cạp chích hay bọ cạp cắn (Scorpion sting) là vết chích, đốt của các loài bọ cạp mà nhiều trong số đó có thể gây tử vong cho con người vì những loài này có nọc độc nguy hiểm. Những loài bọ cạp mang nọc độc gây chết người thường chỉ có ở châu Phi, Trung Đông và châu Mỹ còn nhìn chung, nọc độc của đa số loài bọ cạp không gây hại nhiều đối với con người.

## Cơ chế

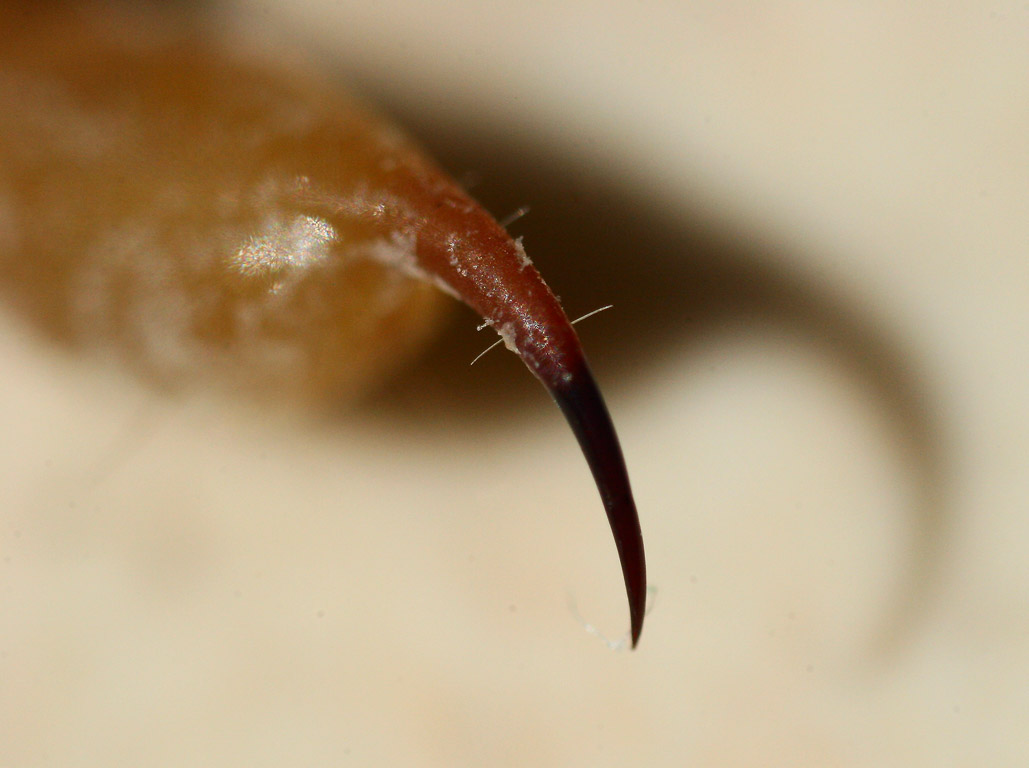
Ngòi đốt của một con bọ cạp

Bọ cạp dùng nọc độc để tấn công con mồi của nó nhưng với con người nó sẽ chích khi cảm thấy bị nguy hiểm nhưng hầu hết con người không biết điều này. Bọ cạp nói chung khá nhút nhát, chúng chỉ chích khi bắt mồi hay tự vệ, khi nguy hiểm, bọ cạp thường bỏ chạy hoặc đứng yên. Cú chích của nó được thực hiện bằng phần đuôi gồm 6 đốt (đốt đầu tiên như đốt bụng cuối cùng), đốt cuối cùng mang nọc độc. Đốt cuối lần lượt gồm một túi chứa, một cặp tuyến độc và một mũi tiêm nọc độc.
Các loài bọ cạp khác đều có độc làm hủy thần kinh (Hemiscorpius lepturus là phá hủy tế bào). Những độc tố thần kinh này chứa một lượng nhỏ protein, natri và cation kali. Triệu chứng đơn giản nhất sau khi bị bọ cạp chích là chỗ đau tê cứng trong vài ngày. Đa phần khi bị bọ cạp cắn, các nạn nhân sẽ xuất hiện triệu chứng rát bỏng, dị cảm tại chỗ hay sưng tấy. Những tổn thương trên da này sẽ mất đi sau vài giờ đồng hồ ngoại trừ những biến chứng khiến cơ thể bị nhiễm độc và sốc phản vệ
Nọc độc bọ cạp có thể gây ra các phản ứng khác như đau, tê cứng hay sưng phồng. Bọ cạp thật ra không đủ nọc để giết chết một người trưởng thành khỏe mạnh. Một vài người bị dị ứng với bọ cạp có thể chết nhanh hơn. Bọ cạp có khả năng điều chỉnh lượng nọc chích, thông thường 0,1-0,6 mg. Bọ cạp có hai loại nọc: loại nhẹ chỉ làm đối phương choáng váng và loại mạnh đủ để giết chết kẻ thù.

## Các loài
Một vài loài bọ cạp, chủ yếu trong họ Buthidae có thể gây nguy hiểm tới con người và những loài hiểm nhất là Leiurus quinquestriatus, các loài trong chi Parabuthus, Tityus, Centruroides, Androctonus. Loài bọ cạp giết người nhiều nhất là Androctonus australis:

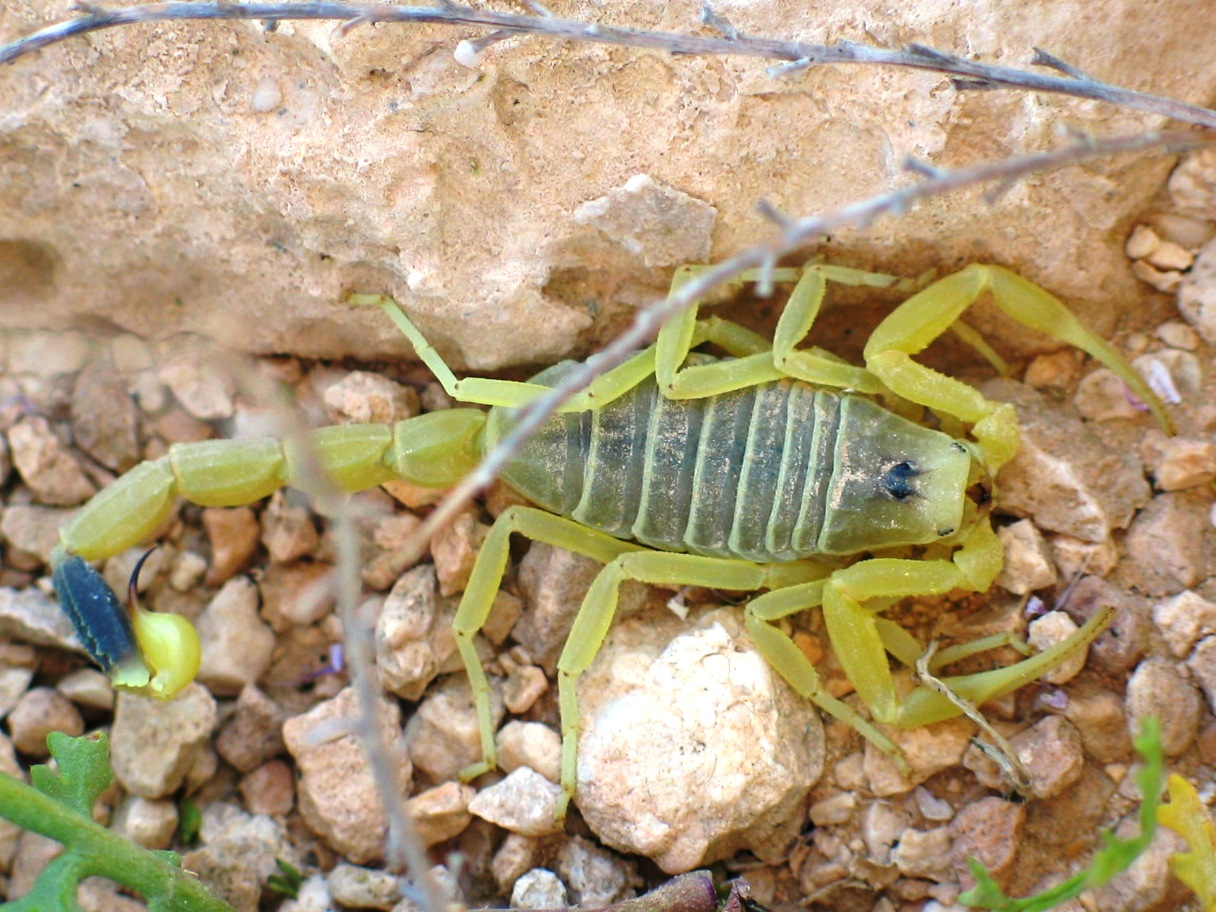
Bọ cạp tử thần (Deathstalker) là loài bọ cạp nguy hiểm ở sa mạc

- Leiurus quinquestriatus hay còn gọi là tử thần, thần chết sa mạc (Deathstalker), là một loài bọ cạp có nọc độc mạnh được tìm thấy trong sa mạc và môi trường sống cây bụi từ Bắc Phi qua Trung Đông, nọc độc của nó là một hỗn hợp mạnh mẽ của chất độc thần kinh, khi nọc độc từ bọ cạp này gây đau dữ dội nhưng chưa đủ giết chết một người trưởng thành khỏe mạnh nhưng nếu trẻ em và người già ốm yếu thì rủi ro rất cao.
- Bọ cạp đuôi béo Bắc Phi (Androctonus australis) phân bố ở Bắc Phi, Somalia, Trung Đông, Pakistan và Ấn Độ, Đây là một trong những loài bọ cạp độc giết người nhiều nhất, người bị nó chích có thể chết, thật ra khi bị dị ứng với bọ cạp có thể chết nhanh hơn.
- Bọ cạp đỏ Ấn Độ được xem là một trong những loài bọ cạp nguy hiểm nhất thế giới do chúng có độc tố mạnh[3], nó chỉ phát triển kích thước đến khoảng 50–90 mm, nên rất khó phát hiện, thông thường nó giết chết khoảng 50 -80 người hàng năm[4] do đó cần kiểm tra giày vì chúng có thể ẩn ấp trong đó.
- Bọ cạp Arizona Bark là loài bọ cạp nhà thường gặp nhất ở Arizona. Nọc độc của chúng gây đau cấp tính và có thể dẫn sùi bọt mép, khó thở, co giật cơ, chân tay bất động. Mặc dù hiếm thấy trường hợp tử vong nhưng cơn đau do nó mang đến kéo dài rất lâu, ít nhất là qua ba ngày.
- Bọ cạp quỷ (Hoffmannius spinigerus) ở sa mạc Sonora, tây nam nước Mỹ được coi là một loài gây hại ở bang Arizona vì chúng thường xâm nhập vào trong nhà dân và chích đốt họ. Kẻ thù của chúng là loài bọ chiến binh.
- Bọ cạp đỏ hay Bọ cạp xanh (Rhopalurus junceus) sống ở hòn đảo của Cuba, Cộng hòa Dominica và các khu vực Trung Mỹ. Mỗi năm ở Cuba có hàng trăm người bị bọ cạp xanh chích, nhưng nọc độc của nó có chứa một liều LD50 của 8,0 mg/kg, đó là hầu như không được coi là nguy hiểm.
- Bọ cạp vàng Brasil (Tityus serrulatus) là một trong những loài bọ cạp độc gây tử vong cho con người lớn nhất ở Braxin. Nọc độc của nó có thể gây ra bệnh nặng bao gồm viêm tụy, và trong giới trẻ, người già và ốm yếu thậm chí còn gây tử vong. Độc tố của loài này là độc tố phá hủy hồng cầu và gây co thắt ở tim kết hợp với tràn dịch ở phổi tạo ra hiện tượng phù phổi.

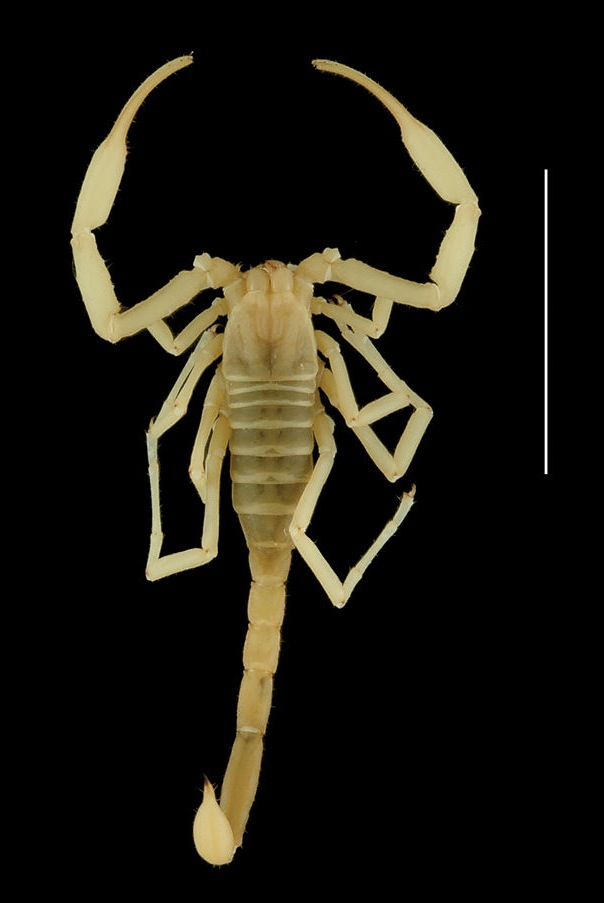
Một con bọ cạp ở Việt Nam, so với những họ hàng thì bọ cạp Việt có độc tính không cao

- Ở Việt Nam có hai loài bọ cap phổ biến là bọ cạp đen và bọ cạp nâu. Bọ cạp ở Việt Nam có độc tính không cao, vết chích của bọ cạp Việt Nam thường gây sưng, nóng, đỏ và đau nhức trong vòng 12 giờ, nhưng không gây chết người. Có khi nạn nhân chỉ cảm thấy hơi bị ngứa rát ở chỗ bị cắn nhưng liền sau đó có người bị chóng mặt, đổ mồ hôi, chảy nước mắt, nước mũi, buồn nôn, cứng chân tay, nặng hơn là co giật toàn thân, bị rối loạn nhịp tim[5], nếu bị bọ cạp lớn hơn ngón tay cái đốt, nọc độc sẽ rất mạnh, người lớn mất vài ngày mới khỏi. Riêng trẻ em khi bị bọ cạp đốt nên đưa đi bác sĩ để được khám chữa kịp thời[6]

## Sơ cứu
Khi bị chích, phải xử lý càng sớm càng tốt, nếu để quá sáu giờ nguy cơ nhiễm khuẩn rất cao, đặc biệt với người cao tuổi và người bị suy giảm miễn dịch. Khi bị bọ cạp cắn cần làm sạch vết thương, sát trùng tại vết chích bằng Povidine 10% hoặc cồn 70 độ, chườm lạnh để giảm sưng. Uống thuốc giảm đau như aspirin, paracetamol và thuốc kháng histamin H1 làm dịu như phenergan, chlorpheniram, diphenhydramin. Đôi khi phải dùng tới corticosteroid, dapson để cải thiện tổn thương da. Bệnh nhân không nên tự ý đi mua thuốc điều trị, điều này nếu chủ quan sẽ dễ gây những biến chứng khó lường.